# Municipio Andrés Bello (Mérida)
El Municipio Andrés Bello es uno de los 23 municipios del estado Mérida, en Venezuela. se ubica en el centro norte de este estado andino y su capital es el pueblo de La Azulita, posee 398 km² y una población según el censo de 2013 de 16 000 habitantes.
Posee 24 aldeas, una de las iglesias más bellas del estado y una gran variedad de recursos naturales, entre otras cosas, el municipio fue llamado así en honor al escritor, jurista y poeta caraqueño Andrés Bello.

## Historia
Según el historiador Marco Vinicio Salas, la localidad de La Azulita fue fundada en el año 1866 por los hermanos Juan Nepomuceno, Francisco y Ramón Uzcátegui Escobar, en la zona conocida como la Hoya de Molinillos, sobre terrenos donados por el general Clemente Velazco Ibarra, quien participó en la Guerra Federal.
Los registros históricos señalan que el 25 de marzo de 1865 arribaron aproximadamente 15 familias, y con su establecimiento definitivo el 22 de febrero de 1866, se formalizó la fundación del pueblo bajo el nombre de La Azulita.
A tan solo 30 años de su fundación, la localidad había alcanzado el desarrollo suficiente para ser elevada administrativamente, y el 22 de febrero de 1895, la Asamblea Legislativa del Estado Los Andes le otorgó el rango de municipio, con la denominación de Municipio Zerpa.
Posteriormente, el 7 de diciembre de 1966, la Asamblea Legislativa del Estado Mérida elevó su categoría a distrito, consolidando su jerarquía político-administrativa en la región.
Finalmente, con motivo del centenario de su fundación en 1996, por decreto de la misma asamblea legislativa, el distrito fue transformado en el Municipio Autónomo Andrés Bello, designando como capital a la localidad de La Azulita.

## Parroquias
El municipio nada más posee una parroquia, pero si cuenta con 24 aldeas que es de esta la manera en la que se organiza este municipio.

## Características
- temperatura promedio anual: 18 - 35 C°
- Altitud: 1.135 m s. n. m.
- Precipitación media anual: 1700

## Oficina de correo
El municipio posee una oficina de Ipostel, en el edificio sede de la Alcaldía.

## Política y gobierno

### La Azulita y los Movimientos Comunitarios o Movimientos Ciudadanos
El municipio Andrés Bello se ha caracterizado por tener fuertes Movimientos Comunitarios o Movimientos Ciudadanos, que con el apoyo de partidos políticos tradicionales u outsiders han alcanzado estar en el gobierno municipal con amplias mayorías junto con un gran apoyo popular. Desde el año 2000 La Azulita es gobernada por Movimientos Ciudadanos o Comunitarios.
Se destacan dos movimientos:
- LA ESPUELA Movimiento Comunitario Azulitense (LE) (Aliados: MVR/PSUV/GPPSB) (Gobierno Municipal 2000-2021):

Fundado en la década de 1980, y legalizado ante el Consejo Supremo Electoral para participar en las elecciones regionales de 1992 con Antonio Prieto "Coco" como candidato a la Alcaldía fueron derrotados ampliamente en esta contienda, por lo que centraron sus fuerzas en el trabajo social, cultural y deportivo, siendo oposición a los gobiernos municipales, poniendo en circulación un periódico comunitario y organizando la Vuelta Internacional a La Azulita en Bicicleta de Montaña "Antonio Prieto". No siendo hasta 1998, cuando se unen al MVR, y siendo en las "super-elecciones" del 2000 cuando junto al MVR y MAS llegan al gobierno municipal con Ramón Lobo como Alcalde y con una amplia mayoría en el Concejo Municipal. Siendo Lobo reelegido en 2004, y pasando el gobierno por la imposibilidad constitucional de reelegirse, a su presidente del Concejo Municipal y director general, Ramón "Pipa" Rodríguez (También parte de LA ESPUELA) en 2008, quien se reelegiría en 2013 y 2017, e intentaría reelegirse una tercera vez en 2021.
LA ESPUELA se mantuvo como parte del Gobierno Municipal por 21 años. Recibiendo una derrota en las Elecciones Regionales de 2021, volviendo este movimiento a la oposición con solo un representante por Voto Lista en el Concejo Municipal, junto a otra concejala del PSUV (2/7). Esta situación dejó en claro el descontento de la población azulitense en esos últimos años.
- Por Amor A La Azulita: Movimiento Ciudadano (Aliados: Cambiemos/Alianza Democrática - Unión Y Progreso/PUD) (Gobierno Municipal 2021-2025):

Este Movimiento Ciudadano vio su surgimiento en el año 2020, como oposición al Gobierno Municipal, sin ninguna representación en la Cámara Municipal ni apoyo de partidos políticos tradicionales. Su líder fue la Dra. María Elena Villasmil de Kazantzoglou, una ganadera y empresaria de la localidad, con amplio interés en la filantropía, quien, por su interés social se hizo con el cariño y apoyo de los habitantes de la localidad. "La Doctora" como la llaman en la localidad, inició su campaña electoral mucho antes de que siquiera los partidos tradicionales definieran sus candidatos (inclusive antes de que el CNE anunciara oficialmente las elecciones, y por ende, fuera de los tiempos reglamentarios). Su trabajo en conjunto con el Movimiento Por Amor A La Azulita poco a poco fue recibiendo el apoyo de los líderes de partidos outsiders y luego de partidos tradicionales en La Azulita.
Villasmil se centró en el apoyo a los estudiantes y maestros, con rutas escolares para paliar la crisis de transporte, en iluminación de calles en ciertas urbanizaciones y sectores, así como en el establecimiento del vaso de leche escolar. Su discurso de esperanza, de tilde religioso y bastante conservador (que choca un tanto con el partido que apoya el movimiento, Cambiemos Movimiento Ciudadano, partido de discurso progresista y reformista) llegó a las familias azulitenses y logró congregar el malestar y rechazo hacia políticas del Gobierno Municipal para convertirlo en votos a favor del Movimiento.
Por Amor A La Azulita nunca fue registrado ante el Consejo Nacional Electoral, gracias al apoyo recibido a mediados de 2021 por el partido político outsider Cambiemos, por lo que no tuvieron que iniciar un tedioso y seguramente imposible proceso que conllevaría la inscripción de un Movimiento Ciudadano.
Por Amor A La Azulita triunfó en las Elecciones Regionales de 2021, poniendo fin a 21 años consecutivos de gobierno municipal a manos del Movimiento Comunitario La Espuela, siendo la Doctora María Elena Villasmil la primera mujer Alcaldesa del Municipio Andrés Bello, y obteniendo además una mayoría absoluta en el Concejo Municipal permitiendo generar gobierno y aprobar las ordenanzas y decretos que requiera para cumplir cabalmente con el plan de gobierno.
Maria Elena Villasmil abandonó Cambiemos Movimiento Ciudadano en 2023, en el marco de la pre-campaña electoral de las Elecciones Presidenciales de 2024, tras endosar a Maria Corina Machado en las Primarias de la Plataforma Unitaria y así como recibirla en la municipalidad en su campaña. Posteriormente Villasmil apoyó a Edmundo Gonzalez tras su designación como candidato por el Comando Con Venezuela, en contrapartida con CMC, movimiento político que apostó por el ultramoderado Antonio Ecarri. Villasmil entonces se sumó a las filas Unión y Progreso en 2024, un partido aliado de la Plataforma Unitaria Democrática, pasándose al ala dura de la oposición venezolana.
La Doctora Villasmil fue inhabilitada para ejercer cargos públicos de manera arbitraria por la Contraloría General de la República posterior a haber manifestado su intención de ser candidata a Gobernadora de Mérida en las controvertidas elecciones regionales del 25 de mayo. Lo que la imposibilita a ser candidata a la reelección en las controvertidas elecciones municipales del 27 de julio. Se dice que el motivo de su inhabilitación se debe a haber apoyado en las presidenciales de 2024 el movimiento liderado Maria Corina Machado.

### Alcaldes
| Período     | Alcalde                          | Partido político / Alianza | % de votos | Notas |
| ----------- | -------------------------------- | -------------------------- | ---------- | --- |
| 1989 - 1992 | Jesus Davila Peña                |                            | 53,15      | Primer alcalde bajo elecciones directa |
| 1992 - 1995 | Jesus Davila Peña                |                            | 52,02      | Reelecto |
| 1995 - 2000 | José de los Santos Villarreal B. |                            | -          | Segundo alcalde bajo elecciones directas (se realizaron elecciones generales adelantadas en el 2000 debido a la aprobación de la Constitución de 1999) |
| 2000 - 2004 | Ramon Lobo                       |                            | 53,93      | Tercer alcalde bajo elecciones directas |
| 2004 - 2008 | Ramon Lobo                       |                            | 80,86      | Reelecto |
| 2008 - 2013 | Ramón Rodríguez                  |                            | 56,29      | Cuarto alcalde bajo elecciones directas (se postergan 1 año las elecciones municipales pautadas para finales del 2012)                                 |
| 2013 - 2017 | Ramón Rodríguez                  |                            | 60,91      | Reelecto |
| 2017 - 2021 | Ramón Rodríguez                  |                            | 72,84      | Reelecto |
| 2021 - 2025 | Maria Elena Villasmil            | [ 14 ]                     | 55,54      | Quinta alcaldesa bajo elecciones directas. Primera Mujer titular del cargo. Inhabilitada en 2025 por la Contraloría General de la República            |

### Concejo Municipal
| \| \| Concejo Municipal \| \| Municipio Andrés Bello 2021-2025 \| \|                                                                                         |                   |
| |                   |
| Oposición: (Gobierno Municipal) Alianza Democrática: 5 CMC Chavismo: (Oposición) Gran Polo Patriótico: 2 PSUV (1 Miembro de La Espuela Mov. Comunitario Az.) |                   |
| | Concejo Municipal |
| Municipio Andrés Bello 2021-2025 |                   |

Período 1989 - 1992
| Concejales:          | Partido político / Alianza |
| -------------------- | -------------------------- |
| Reinaldo Celis Ortíz | COPEI                      |
| Carmen Molina Vega   | COPEI                      |
| Pablo delgadillo     | COPEI                      |
| Publio Torres        | AD                         |
| Hugo Ángulo          | AD                         |

Período 1992 - 1995
| Concejales:                   | Partido político / Alianza |
| ----------------------------- | -------------------------- |
| Antonio Molina                | COPEI                      |
| Antonio Mancilla              | COPEI                      |
| Reinaldo Celis Ruíz           | COPEI                      |
| José de los Santos Villarreal | AD                         |
| Publio Torres                 | AD                         |

Período 1995 - 2000
| Concejales:            | Partido político / Alianza |
| ---------------------- | -------------------------- |
| Pedro Ramón Quintero   | AD                         |
| Emerito Pérez Velasco  | AD                         |
| Reinado Celis Ortiz    | COPEI                      |
| Arnaldo Uscategui      | COPEI                      |
| Gerardo Rondon Velasco | CONVERGENCIA               |

Período 2000 - 2005
| Concejales:            | Partido político / Alianza |
| ---------------------- | -------------------------- |
| Ramón "Pipa" Rodríguez | MVR                        |
| Ramón E. La Cruz       | MVR                        |
| '                      | MVR                        |
| '                      | MVR                        |
| '                      | AD                         |

Período 2005 - 2013
| Concejales:            | Partido político / Alianza |
| ---------------------- | -------------------------- |
| Ramón "Pipa" Rodríguez | MVR                        |
| Denys Araujo           | MVR                        |
| Guido Marquez          | MVR                        |
| Rosalba Vielma         | MVR                        |
| Omar Rondón            | PPT                        |

Período 2013 - 2018:
| Concejales       | Partido político / Alianza |
| ---------------- | -------------------------- |
| Gregorio Prieto  | PSUV                       |
| Jorge Luis Lobo  | PSUV                       |
| Edivia Hernández | PSUV                       |
| Arelys Araque    | PSUV                       |
| Maura Zerpa      | PSUV                       |
| Gabriel Peña     | NCR                        |
| José Luis Rangel | AD/MUD                     |

Período 2018 - 2021
| Concejales       | Partido político / Alianza |
| ---------------- | -------------------------- |
| Jorge Luis Lobo  | PSUV                       |
| Edivia Hernández | PSUV                       |
| Viancy Florez    | PSUV                       |
| Ronal Rojas      | PSUV                       |
| Sandy Vega       | PSUV                       |
| Julio Marquina   | PSUV                       |
| Luis Aparicio    | PSUV                       |

Período 2021 - 2025:
| Concejales         | Partido político / Alianza |
| ------------------ | -------------------------- |
| Ramon Ortega       | CMC                        |
| Gregorio Toro      | CMC                        |
| Nelly Mora         | CMC                        |
| Maria Uzcategui    | CMC                        |
| Amilcar Escalona   | CMC                        |
| Rosangela Monsalve | PSUV                       |
| Elvis Davila       | PSUV                       |